# Liopétri
Liopétri (grec moderne : Λιοπέτρι) est une ville chypriote située au sud du district de Famagouste et comptant plus de 4 000 habitants.